# Henri van Daele (jeugdauteur)
Henri van Daele (Zele, 15 november 1946 – Kalken, 20 december 2010) was een Vlaams jeugdauteur.

## Biografie
Van Daele studeerde pers- en communicatiewetenschappen aan de universiteit van Gent en werkte lange tijd als eindredacteur van het tijdschrift van de LBC. Sinds 1993 was hij voltijds schrijver.
Op 16-jarige leeftijd publiceerde hij zijn eerste verhaal in de serie Vlaamse Filmpjes. Tijdens zijn studies schreef hij er nog een tiental en ook veel cursiefjes. Zo scherpte hij zijn pen. Uiteindelijk zou hij een indrukwekkend en gevarieerd oeuvre bij elkaar schrijven met meer dan 150 boeken voor kinderen en volwassenen. Vanaf 1976 werkte hij veel samen met illustrator Gregie De Maeyer.
Na een aantal avonturenverhalen en sprookjes begon hij in de jaren 80 met een reeks verhalen over zijn eigen kindertijd, die een kleurrijk beeld geven van het leven in een Vlaams dorp in de jaren 50. Hiermee was zijn naam voorgoed gevestigd.
Van Daele schreef ook historische romans. In 'Woestepet' vertelt hij over het Vlaamse dorp Krekenlaar tijdens en na de Tweede Wereldoorlog. 'Van Bastille tot Boerenkrijg' is dan weer een non-fictie-werk. Daarnaast heeft hij ook bestaande, klassieke verhalen als 'Tijl Uilenspiegel', 'Tom Sawyer' en "Reinaert de vos" herwerkt en boeken van buitenlandse auteurs vertaald.
Soms liet hij zijn fantasie de vrije loop in vrolijke, gekke en 'fantastische' boeken als 'Heksje Paddenwratje' of 'Glamp!', waarin heel wat sprookjeselementen zijn verwerkt. Ook zijn bewerkingen van klassieke prinsen- en prinsessensprookjes zijn legendarisch, alsook zijn boeken over het koningshuis.
In 1983 kreeg Van Daele de Staatsprijs voor 'Pitjemoer', het boek over zijn grootvader. Er volgde nog een reeks bekroningen in binnen- en buitenland.
Henri Van Daele overleed op 20 december 2010 op 64-jarige leeftijd.

## Prijzen
- 1972 - Prijs Letterkunde Provincie Oost-Vlaanderen
- 1974 - Prijs Letterkunde Provincie Oost-Vlaanderen
- 1976 - Referendumprijs voor Het jaar van de boze kabouter
- 1976 - Eerste Prijs voor het Nederlandse humoristische jeugdboek voor Reus Jeroen en de poepjesbruine ring
- 1977 - Prijs Knokke-Heist Beste Jeugdboek voor De radijsjeskoning
- 1978 - Prijs Letterkunde Provincie Oost-Vlaanderen
- 1978 - Prijs Knokke-Heist Beste Jeugdboek voor Joran, tovenaar met één ster
- 1980 - Bruna kinderboekenprijs voor Pitjemoer
- 1980 - Provinciale Prijs voor het Kinderboek van Oost-Vlaanderen voor Pitjemoer
- 1981 - Prijs Vlaamse Jeugdliteratuur Rotary Lier voor Pitjefaan
- 1981 - Vlag en Wimpel voor Pitjemoer
- 1981 - Eervolle vermelding Plantin-Moretus-prijs voor De kwastjesknipper
- 1982 - Referendumprijs voor Het land achter den Tuymelaer
- 1982 - Eervolle vermelding Premio Europeo di Letteratura Giovanile voor Pitjemoer
- 1983 - Emiel Vlieberghprijs voor Het zesde zegel
- 1983 - Driejaarlijkse Staatsprijs voor Jeugdliteratuur voor Pitjemoer
- 1984 - Jacob van Maerlantprijs voor Het tekenboek van Joke
- 1984 - Nominatie Premio Grafico
- 1984 - Eervolle vermelding Plantin-Moretus-prijs voor Boerenjongens
- 1985 - Referendumprijs voor Hoe groeit een boek?
- 1985 - Kinder- en Jeugdjury Vlaanderen voor Flip de drakendoder
- 1985 - Eervolle vermelding Plantin-Moretus-prijs
- 1989 - Vlag en Wimpel voor Een huis met een poort en een park
- 1989 - Eervolle vermelding Premio Europeo di Letteratura Giovanile
- 1992 - Vlag en Wimpel voor En Appels aan de overkant
- 1993 - Vlag en Wimpel voor Kleine Beer, Grote Beer
- 1995 - Boekenwelp voor Het wordt zomer, kleine Beer
- 1998 - Zilveren Zoen voor Balthasar
- 2000 - Boekenwelp voor Van de sneeuwman die niet smelten wou
- 2000 - White Raven voor Van de sneeuwman die niet smelten wou
- 2003 - Boekenwelp voor Woestepet
- 2003 - Vlag en Wimpel voor Djuk, het kolenpaard van Fort Lapijn
- 2004 - White Raven voor Glamp!
- 2004 - De Kleine Cervantes voor Woestepet
- 2004 - Boekenwelp voor En ze leefden nog lang en gelukkig

- Bibliothèque nationale de France: cb133309215 (data)
- Digitale Bibliotheek voor de Nederlandse Letteren: dael003
- Gemeinsame Normdatei: 119394596
- International Standard Name Identifier: 0000 0001 2017 4196
- Library of Congress Control Number: n84069780
- Nationale Bibliotheek van Letland: 000012157
- Nationale Bibliotheek van Tsjechië: mzk2012701192
- Nationale Bibliotheek van Israël: 987007260004405171
- Nederlandse Thesaurus van Auteursnamen: 068556802
- Istituto Centrale per il Catalogo Unico: UBOV739190
- Virtual International Authority File: 22287964
- WorldCat: E39PBJdmgg7q6TqP3QMkdfV3cP